# پی‌ام‌سی
پی‌ام‌سی (مخفف انگلیسی: Persian Media Corporation or Persian Music Channel or Persian Media Channel)، یک کانال ماهواره‌ای رایگان متعلق به «شرکت رسانه فارسی» (به انگلیسی: Persian Media Corporation) است و دفتر مرکزی آن در شهر استانبول است.
پی‌ام‌سی سال ۲۰۰۳ در دبی راه‌اندازی شد.
این شبکه ابتدا پخش موزیک به زبان فارسی پرداخته ولی امروزه علاوه بر زبان فارسی به زبانهای عربی،ترکی و انگلیسی نیز موزیک ارائه می‌شود
گروه PMC، دو شبکه دیگر نیز دارد که شامل یک شبکۀ پخش ریمیکس های فارسی و خارجی و یک شبکۀ رادیویی که توسط مشخصات زیر در ایران، خاورمیانه و بخش هایی از اروپا قابل دریافت‌ هستند:
پی‌ام‌سی رویال - PMC Royale (پخش ریمیکس) :
ماهواره ترکمنعالم (یاهست) 
فرکانس 10.762 
افقی / Horizontal 
سیمبل‌ریت 30.000
پی‌ام‌سی رادیو - PMC Radio :
ماهواره ترکمنعالم (یاهست)
فرکانس 10.762
افقی / Horizontal 
سیمبل‌ریت 30.000